# Kabinet-Garfield
Het kabinet-Garfield was de uitvoerende macht van de Amerikaanse overheid van 4 maart 1881 tot 19 september 1881. Afgevaardigde uit Ohio James Garfield, een voormalig generaal tijdens de Amerikaanse Burgeroorlog, van de Republikeinse Partij werd gekozen als de 20e president van de Verenigde Staten na het winnen van de presidentsverkiezingen van 1880 over de kandidaat van de Democratische Partij, voormalig generaal Winfield Hancock, ook een veteraan tijdens de Amerikaanse Burgeroorlog, uit Pennsylvania. Op 2 juli 1881 raakte Garfield levensgevaarlijk gewond na een moordaanslag op een treinstation in Washington D.C.. Hij overleed uiteindelijk drie maanden later op 19 september 1881 op 49-jarige leeftijd en werd opgevolgd door vicepresident Chester Arthur.
| Nr.     | Functie | Functie                               | Ambtsbekleder       | Ambtsbekleder                   | Ambtstermijn  | Ambtstermijn      | Partij |
| ------- | ------- | ------------------------------------- | ------------------- | ------------------------------- | ------------- | ----------------- | ------ |
| 20      |         | President van de Verenigde Staten     | James Garfield      | James Garfield (1831–1881)      | 4 maart 1881  | 19 september 1881 | R      |
| 20      |         | Vicepresident van de Verenigde Staten | Chester Arthur      | Chester Arthur (1829–1886)      | 4 maart 1881  | 19 september 1881 | R      |
| Kabinet |         |                                       |                     |                                 |               |                   |        |
| Nr.     | Functie | Functie                               | Ambtsbekleder       | Ambtsbekleder                   | Ambtstermijn  | Ambtstermijn      | Partij |
| 27      |         | Minister van Buitenlandse Zaken       | William Evarts      | William Evarts (1818–1901)      | 12 maart 1877 | 8 maart 1881      | R      |
| 28      |         | Minister van Buitenlandse Zaken       | James Blaine        | James Blaine (1830–1893)        | 8 maart 1881  | 19 december 1881  | R      |
| 33      |         | Minister van Financiën                | William Windom      | William Windom (1827–1891)      | 4 maart 1881  | 14 november 1881  | R      |
| 35      |         | Minister van Oorlog                   | Robert Todd Lincoln | Robert Todd Lincoln (1843–1926) | 4 maart 1881  | 4 maart 1885      | R      |
| 29      |         | Minister van de Marine                | William Hunt        | William Hunt (1823–1884)        | 4 maart 1881  | 16 april 1882     | R      |
| 36      |         | Minister van Justitie                 | Wayne MacVeagh      | Wayne MacVeagh (1833–1917)      | 4 maart 1881  | 15 december 1881  | R      |
| 13      |         | Minister van Binnenlandse Zaken       | Carl Schurz         | Carl Schurz (1829–1906)         | 12 maart 1877 | 8 maart 1881      | R      |
| 14      |         | Minister van Binnenlandse Zaken       | Samuel Kirkwood     | Samuel Kirkwood (1813–1894)     | 8 maart 1881  | 18 april 1882     | R      |
| 29      |         | Minister van Posterijen               | Thomas James        | Thomas James (1831–1916)        | 4 maart 1881  | 20 december 1881  | R      |

Washington ·
J. Adams ·
Jefferson ·
Madison ·
Monroe ·
J.Q. Adams ·
Jackson ·
Van Buren ·
W.H. Harrison ·
Tyler ·
Polk ·
Taylor ·
Fillmore ·
Pierce ·
Buchanan ·
Lincoln ·
A. Johnson ·
Grant ·
Hayes ·
Garfield ·
Arthur ·
Cleveland I ·
B. Harrison ·
Cleveland II ·
McKinley ·
T. Roosevelt ·
Taft ·
Wilson ·
Harding ·
Coolidge ·
Hoover ·
F.D. Roosevelt ·
Truman ·
Eisenhower ·
Kennedy ·
L.B. Johnson ·
Nixon ·
Ford ·
Carter ·
Reagan ·
G.H.W. Bush ·
Clinton ·
G.W. Bush ·
Obama ·
Trump I ·
Biden ·
Trump II